# Concertgebouw
Il Concertgebouw (/kɔnsɛrtɣəˈbaʊ̯/) è una sala da concerto di Amsterdam, considerato per qualità tra le prime tre sale al mondo. Il suo spazio ospita numerosi eventi concertistici, sia di musica classica sia di musica leggera ed è la sede dell'Orchestra reale del Concertgebouw.
La struttura del Concertgebouw venne progettata nella seconda metà dell'Ottocento, e la sua edificazione impiegò gli operai per quasi sei anni a partire dal 1883, per venire ufficialmente inaugurato l'11 aprile 1888.
La sala è celeberrima fra gli ascoltatori di musica classica e nota anche nella cultura popolare; ad esempio, è citata da Paul McCartney nel testo del brano Rock Show tratto dal suo album Venus and Mars.